# Anton Spitaler
Anton Spitaler (* 11. Juli 1910 in München; † 3. August 2003 in Traunreut) war ein deutscher Orientalist und Philologe für Arabisch und semitische Sprachen.

## Leben
Spitaler studierte zwischen 1929 und 1933 an der Universität München und im Wintersemester 1931/1932 an der Universität Breslau. 1933 wurde Spitaler in München in semitischer Philologie promoviert. Von 1933 bis 1939 war er wissenschaftlicher Mitarbeiter am Seminar für Semitistik und Stipendiat der Notgemeinschaft der deutschen Wissenschaft bei der Korankommission der Bayerischen Akademie der Wissenschaften (BAdW). Im Zweiten Weltkrieg diente Spitaler in der Wehrmacht als arabischer Dolmetscher – zunächst in Belgien und dann in Frankreich. Im Juni 1946 konnte er sich in München in semitischer Philologie habilitieren. 1948 wurde er zum Ordinarius an der Universität München ernannt und 1978 emeritiert.
Spitalers international anerkannte und gewürdigte Gelehrsamkeit war in erster Linie von Gotthelf Bergsträßer, August Fischer und Heinrich L. Fleischer geprägt. Seine Neuauflage von Theodor Nöldekes Zur Grammatik des classischen Arabisch (Wien 1896) mit seinen umfangreichen Korrekturen und Ergänzungen, sowohl aus dem Handexemplar Nöldekes als auch aus seinen eigenen Sammlungen (Darmstadt 1963), dokumentiert seine umfangreiche Quellenkenntnis und seine wissenschaftlich fundierte Vertrautheit mit der arabischen Philologie.
Zusammen mit Jörg Kraemer und Helmut Gätje begründete er das Wörterbuch der klassischen arabischen Sprache, dessen erste Lieferung 1959 erschien und das ab der dritten Lieferung von Manfred Ullmann hauptamtlich bearbeitet wurde.
Seine Privatbibliothek und wissenschaftliche Korrespondenz, seine Aufzeichnungen zur arabischen Syntax, Phraseologie und Stilistik hatte er bereits lange vor seinem Tod der „Münchener Arbeitsstelle“ bei der Kommission für Semitische Philologie der Bayerischen Akademie vermacht.
Zu seinen Doktoranden zählen: Adolf Denz, Ramadan Abdel-Tawab, Mahmoud M.F. Hegazi, Hans-Jürgen Sasse, Ulrike Mosel, Stefan Wild, Werner Diem, Tawfik Borg, Christoph Correll, Reinhard Weipert, Kathrin Müller.
1978 erhielt er die Ehrendoktorwürde (Dr. phil. h. c.) der Hebräischen Universität Jerusalem und 1993 den Maximiliansorden für Kunst und Wissenschaft der Bayerischen Staatsregierung. Seit 1973 war er korrespondierendes Mitglied der British Academy.
Spitaler erbte im Jahr 1941 ein Archiv von Gotthelf Bergsträßer. Dabei handelt es sich um eine Sammlung von Photos historischer Koranmanuskripte für Bergsträßers geplanten Apparatus Criticus zum Koran. Nach dem Zweiten Weltkrieg behauptete Spitaler, das Archiv sei 1944 bei jenem Luftangriff verbrannt, durch den das Gebäude der Bayerischen Akademie der Wissenschaften in München völlig zerstört wurde. Diese Aussage traf jedoch nicht zu, vielmehr waren die Photos bis zu Beginn der 1990er Jahre in Spitalers Besitz. Seitdem befindet es sich in Obhut von Angelika Neuwirth, einer Schülerin Spitalers, an der Freien Universität Berlin, wo es im Rahmen des Projekts Corpus Coranicum digitalisiert und ausgewertet wird.

## Mitgliedschaften
- 1966: Ordentliches Mitglied der Philosophisch-historischen Klasse der Bayerischen Akademie der Wissenschaften (BAdW)
- 1978: Vizepräsident der BAdW
- 1973: Korrespondierendes Mitglied der School of Oriental and African Studies in London

## Veröffentlichungen (Auswahl)
- Die Verszählung des Koran nach islamischer Überlieferung (= Sitzungsberichte der Bayerischen Akademie der Wissenschaften. Philosophisch-historische Abteilung. Band 11). Mit einem Vorwort von Otto Pretzl. Verlag der Bayerischen Akademie der Wissenschaften, München 1935 (badw.de).
  - Neuausgabe als Die Verszählung des Qur'ân nach islamischer Überlieferung (= Beiträge zur transkulturellen Wissenschaft. Band 21). Hrsg., kommentiert und mit einem Anhang versehen von Michael Fisch. Weidler Buchverlag Berlin, Berlin 2023, ISBN 978-3-89693-786-5.
- Grammatik des neuaramäischen Dialekts von Maʻlūla (Antilibanon) (= Abhandlungen für die Kunde des Morgenlandes. Band 23.1.). Brockhaus, Leipzig 1938. Nachdruck: Kraus Reprint Ltd., Nendeln 1966 (eingeschränkte Vorschau in der Google-Buchsuche).
- al-Qalamu aḥadu l-lisānaini (= Beiträge zur Lexikographie des klassischen Arabisch. Band 8). Vorgelegt am 9. Mai 1986. Verlag der Bayerischen Akademie der Wissenschaften, München 1989. Beck, München 1989, ISBN 3-7696-1550-6 (badw.de).
- Philologica. Beiträge zur Arabistik und Semitistik (= Diskurse der Arabistik. Band 1). Hrsg. von Hartmut Bobzin. Mit Indices versehen von Stefan Weninger. Harrassowitz, Wiesbaden 1998, ISBN 3-447-03980-9 (Dieser Sammelband enthält Spitalers Zeitschriften- und Buchbeiträge von 1940 bis 1994 fast vollständig mit Ausnahme von Die Verszählung des Koran nach islamischer Überlieferung.).
- Erste Halbverse in der klassisch-arabischen Literatur (= Philosophisch-historische Klasse. Neue Folge. Band 142). Posthum herausgegeben, mit Titel, Vorwort und Anhang versehen von Kathrin Müller. Verlag der Bayerischen Akademie der Wissenschaften, München 2016, ISBN 978-3-7696-0131-2.